# Ngày tận thế
Ngày tận thế (còn gọi là kết thúc của thời gian, ngày cuối cùng) là một thời điểm thời gian trong tương lai được mô tả khác nhau trong các thuyết mạt thế của nhiều tôn giáo thế giới (cả khởi nguồn từ Abraham và không khởi nguồn từ Abraham), dạy rằng các sự kiện trên thế giới sẽ đạt đến một cao trào cuối cùng.
Các tín ngưỡng bắt nguồn từ Abraham duy trì một vũ trụ học tuyến tính, với các kịch bản thời gian cuối cùng chứa các chủ đề về sự biến đổi và cứu chuộc. Trong Do Thái giáo, thuật ngữ "ngày tận thế" có liên quan đến Thời đại Messia và bao gồm một cộng đồng những người di cư Do Thái bị lưu đày, sự xuất hiện của Messiah, sự phục sinh của chính nghĩa và thế giới sắp tới. Một số giáo phái của Kitô giáo mô tả thời kỳ kết thúc là thời kỳ hoạn nạn xảy ra trước khi Giê-su sẽ đến lần thứ hai, và sẽ đối mặt với kẻ chống Chúa cùng với cấu trúc quyền lực của mình và mở ra Vương quốc của Thiên Chúa.
Trong Hồi giáo, Ngày phán sẽ xảy ra sau khi có sự xuất hiện của al-Masih al-Dajjal, và sau đó là sự xuống trần của Isa (Jesus). Isa sẽ chiến thắng kẻ giả mạo, hay Antichrist (kẻ chống Chúa), và sẽ dẫn đến một chuỗi các sự kiện. Các sự kiện này sẽ kết thúc với việc mặt trời mọc từ phía tây và bắt đầu Qiyamah (ngày phán xét).
Các tín ngưỡng không bắt nguồn từ Abraham có xu hướng có nhiều quan điểm thế giới theo chu kỳ hơn, với các kịch bản thuyết mạt thế được nhấn mạnh với sự suy đồi, sự cứu chuộc và cuối cùng là tái sinh. Trong Ấn Độ giáo, thời gian kết thúc xảy ra khi Kalki, hóa thân cuối cùng của Vishnu, xuống trần gian trên một con ngựa trắng và chấm dứt giai đoạn Kali Yuga hiện tại. Trong Phật giáo, Đức Phật đã tiên đoán rằng những giáo lý của ông sẽ bị lãng quên sau 5.000 năm, sau đó là sự hỗn loạn. Một vị Bồ Tát tên là Di Lặc sẽ xuất hiện và tái khám phá giáo lý của pháp. Sự hủy diệt cuối cùng của thế giới sau đó sẽ đi qua bảy mặt trời.
Kể từ khi phát triển khái niệm thời gian sâu trong thế kỷ 18 và tính toán ước tính tuổi của Trái Đất, các bài viết khoa học về ngày tận thế đã tập trung vào số phận cuối cùng của vũ trụ. Các lý thuyết đã bao gồm Big Rip, Big Crunch, Big Bounce và Big Freeze (cái chết nhiệt).